# Paraphidippus
Genre
Paraphidippus est un genre d'araignées aranéomorphes de la famille des Salticidae.

## Distribution
Les espèces de ce genre se rencontrent en Amérique du Nord, en Amérique centrale et aux Antilles.

## Liste des espèces
Selon World Spider Catalog (version 18.0, 01/05/2017) :
- Paraphidippus aurantius (Lucas, 1833)
- Paraphidippus basalis (Banks, 1904)
- Paraphidippus disjunctus (Banks, 1898)
- Paraphidippus fartilis (Peckham & Peckham, 1888)
- Paraphidippus fulgidus (C. L. Koch, 1846)
- Paraphidippus funebris (Banks, 1898)
- Paraphidippus fuscipes (C. L. Koch, 1846)
- Paraphidippus incontestus (Banks, 1909)
- Paraphidippus inermis F. O. Pickard-Cambridge, 1901
- Paraphidippus laniipes F. O. Pickard-Cambridge, 1901
- Paraphidippus luteus (Peckham & Peckham, 1896)
- Paraphidippus mexicanus (Peckham & Peckham, 1888)
- Paraphidippus nigropilosus (Banks, 1898)
- Paraphidippus nitens (C. L. Koch, 1846)

## Publication originale
- F. O. Pickard-Cambridge, 1901 : Arachnida - Araneida and Opiliones. Biologia Centrali-Americana, Zoology. London, vol. 2, p. 193-312 (texte intégral).